# اوبی ازکوسیلی
اوبی ازکوسیلی (انگلیسی: Oby Ezekwesili؛ زادهٔ ۲۸ آوریل ۱۹۶۳) سیاست‌مدار اهل نیجریه است.
وی همچنین برندهٔ جوایزی همچون ۱۰۰ زن بی‌بی‌سی شده‌است.